# Чемпіонат України з гандболу серед чоловіків 2011—2012
Чемпіонат України з гандболу серед чоловіків 2011/2012 — двадцять перший чемпіонат України в якому зіграли 8 команд з 6 різних міст. Чемпіонський титул захищав запорізький ЗТР, який переміг у сезоні 2010/11. За два тури до завершення першості чемпіоном сезону 2011/12 достроково стало полтавське «Динамо», яке вибороло свою єдину в історії перемогу в чемпіонаті України. Як чемпіон України «Динамо» отримало право зіграти у Лізі чемпіонів ЄГФ сезону 2012/13. Срібло отримав запорізький «Мотор», а бронзу — запорізький ЗТР.
Кращим бомбардиром з 208 голами став Олександр Тюкін з донецької «Політехніці», яка посіла передостаннє місце у сезоні. Найкращім гравцем сезону було визначено Вадима Бражника, який захищав кольори «Динамо».
У чемпіонському сезоні «Динамо» грало у такому складі: Пєсков, Горський, Шиндін, Хауха, Стариков, Кумогородський, Косяк, Євдокимов, Вишневський, Гончаров, Коваленко, Васюк.

## Суперліга
| № | Команда                  | І  | В  | Н | П  | М       | О  |
| - | ------------------------ | -- | -- | - | -- | ------- | -- |
|   | «Динамо» Полтава         | 28 | 26 | 0 | 2  | 876-663 | 52 |
|   | «Мотор» Запоріжжя        | 28 | 22 | 1 | 5  | 942-681 | 45 |
|   | ЗТР Запоріжжя            | 28 | 20 | 0 | 8  | 889-691 | 40 |
| 4 | «Портовик» Южне          | 28 | 18 | 1 | 9  | 876-732 | 37 |
| 5 | «Будівельник» Бровари    | 28 | 8  | 0 | 20 | 677-828 | 16 |
| 6 | «Буревісник» Луганськ    | 28 | 7  | 1 | 20 | 747-957 | 15 |
| 7 | «Політехнік» Донецьк     | 28 | 5  | 1 | 22 | 659-838 | 11 |
| 8 | «ДВУОР-Академія» Донецьк | 28 | 3  | 2 | 23 | 638-914 | 8  |

## Бомбардири
| Бомбардир           | Клуб        | Голів |
| ------------------- | ----------- | ----- |
| Олександр Тюкін     | Політехнік  | 208   |
| Валентин Анісімов   | Будівельник | 186   |
| Олексій Пєсков      | Динамо      | 179   |
| Сергій Троценко     | Буревісник  | 177   |
| Владислав Остроушко | Мотор       | 173   |
| Максим Карамишев    | ЗТР         | 155   |